# Sanski Most
Sanski Most (ciríl·lic Сански мост) és un municipi situat en la part nord-occidental de Bosnia i Hercegovina. Es troba localitzat al Riu Sana en Bosanska Krajina, entre els municipis de Prijedor i Ključ. Administrativament forma part del Cantó d'Una-Sana de la Federació de Bosnia i Hercegovina.

## Demografia
| Composició ètnica |        |        |          |        |        |        |           |       |        |       |        |
| Any               | Serbs  | %      | Bosníacs | %      | Croats | %      | Iugoslaus | %     | Altres | %     | Total  |
| 1961              | 19,156 | 48.52% | 12,350   | 31.28% | 4,844  | 12.27% | 3,014     | 7.63% | -      | -     | 39,483 |
| 1971              | 30,422 | 48,98% | 24,839   | 39,99% | 6,307  | 10,15% | 195       | 0,31% | 339    | 0,57% | 62,102 |
| 1981              | 26,619 | 42.61% | 27,083   | 43.36% | 5,314  | 8.51%  | 2,936     | 4.70% | 515    | 0,82% | 62,467 |
| 1991              | 25,363 | 42.05% | 28,136   | 46.65% | 4,322  | 7.16%  | 1,247     | 2.06% | 1,239  | 2.08% | 60,307 |

La mida de l'àrea municipal de Sanski Most va augmentar més del doble a partir de 1961. Per tant, la població va augmentar significativament.
El nucli urbà de Sanski Most tenia 17,144 residents a 1991, segons el cens d'aquell any.
- 7,831 Serbis (45.67%)
- 7,245 Bosníacs (42.25%)
- 901 Iugoslaus (5.25%)
- 646 Croats (3.76%)
- 521 altres i desconegut (3.03%)

Actualment, segons els resultats preliminars del cens de 2013, Sanski Most té una població total de 47.359.

## Història
La ciutat és esmentada el primer cop en 1244 durant el regnat de Bela IV sota el nom Zana.
De 1929 a 1941, Sanski Most formava part de Vrbas Banovina del Regne de Iugoslàvia.
Durant la Segona Guerra Mundial Sanski Most va pertànyer a l'Estat Independent de Croàcia. Al començament de maig de 1941 es va produir el primer enfrontament armat entre el nou règim Ústaixa i insurgents serbis en diversos pobles del sud-est de Sanski Most (com Kijevo, Tramošnja o Kozica). L'esdeveniment és conegut com a l'aixecament de Đurđevdan.
També durant la Segona Guerra Mundial, es va produir la segona reunió del Consell Antifeixista d'Alliberament Nacional de Bosnia i Hercegovina (ZAVNOBiH) del 30 de juny al 2 de juliol de 1944. Durant aquesta segona reunió, va ser adoptada la declaration de drets humans dins de Bosnia i Hercegovina, que garatia la igualtat de Bosníacs, Serbis i Croats dins de Bosnia i Hercegovina.
Durant la Guerra de Bosnia, Sanski Most va ser controlada per les forces sèrbies de la Republika Srpska, quedant sota el seu control des de la primavera de 1992 a l'octubre de 1995 quan va ser conquerida per l'Exèrcit de la República de Bòsnia i Hercegovina.
En 2004, la localitat d'Oštra Luka es va separar de Sanski Most passant a ser territori de la Republika Srpska.

## Esport
El club de futbol de la ciutat és NK Podgrmeč.

## Negocis i Organitzacions
A Sanski Most trobem diferents botigues com per exemple Konzum, part d'una cadena alimentària de Croàcia, que trobem al centre de la ciutat. Hi ha també moltes cafeteries, així com moltes forns-patisseries.
Hi ha també diverses organitzacions no governamentals, com Centre per a la Construcció de la Pau ("Centar za Izgradnju Mira (CIM)") que ha estat actiu en la ciutat des de 2004. El Centre Fènix ("Centar Fenix") proporciona ajuda humanitaria a persones necessitades en la comunitat local.

## Persones notables
- Sanjin Halimović, polític
- Milà Vukić, Gran mestre escaquístic
- Anna Ibrisagic, polític suec
- Enver Vermellžić, historiador
- Kemal Malovčić, cantant

## Galeria

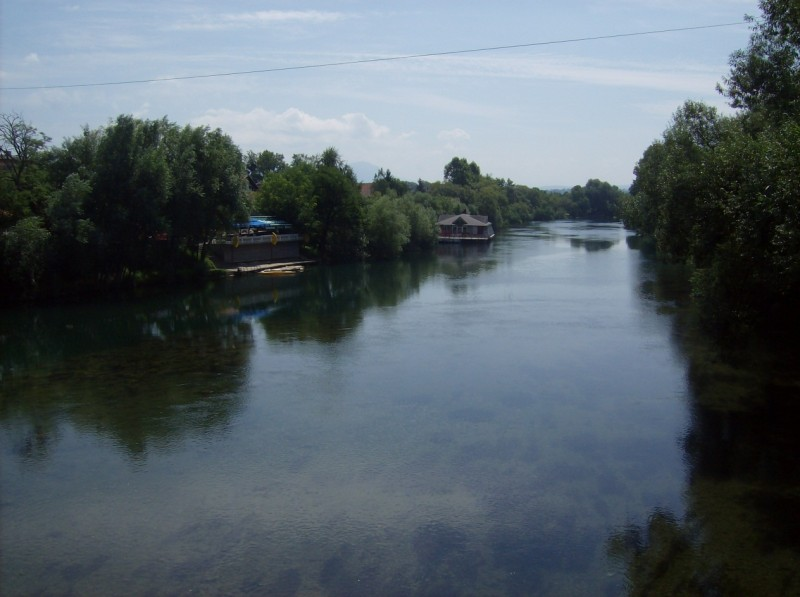
Riu Sana
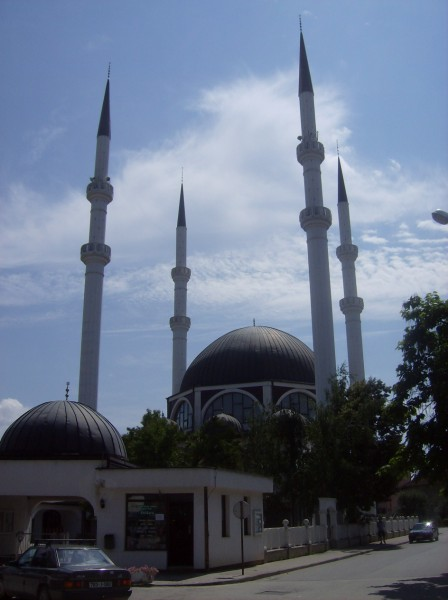
Mesquita
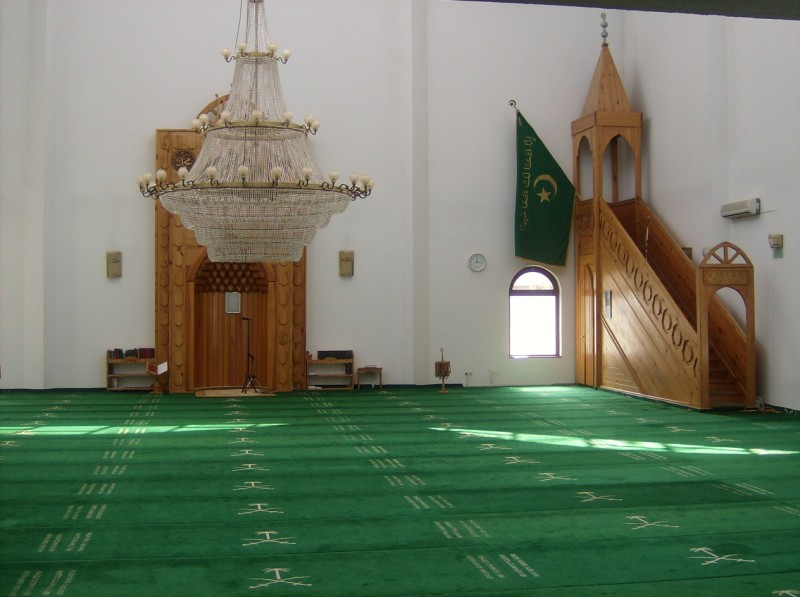
Mesquita
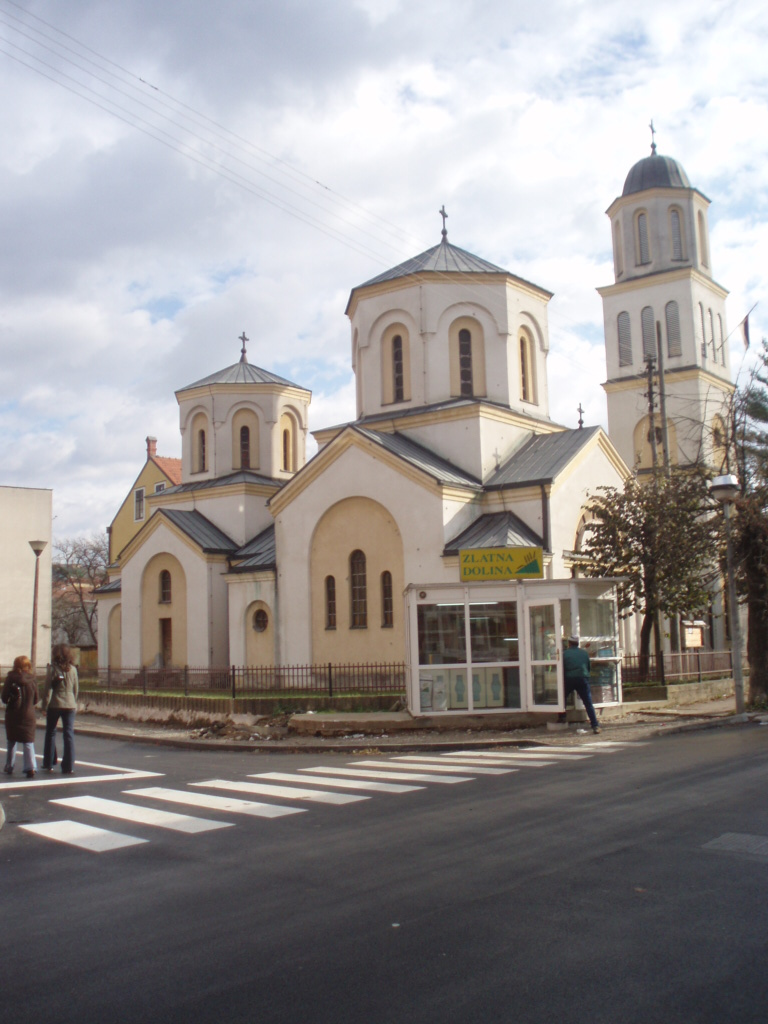
Església ortodoxa
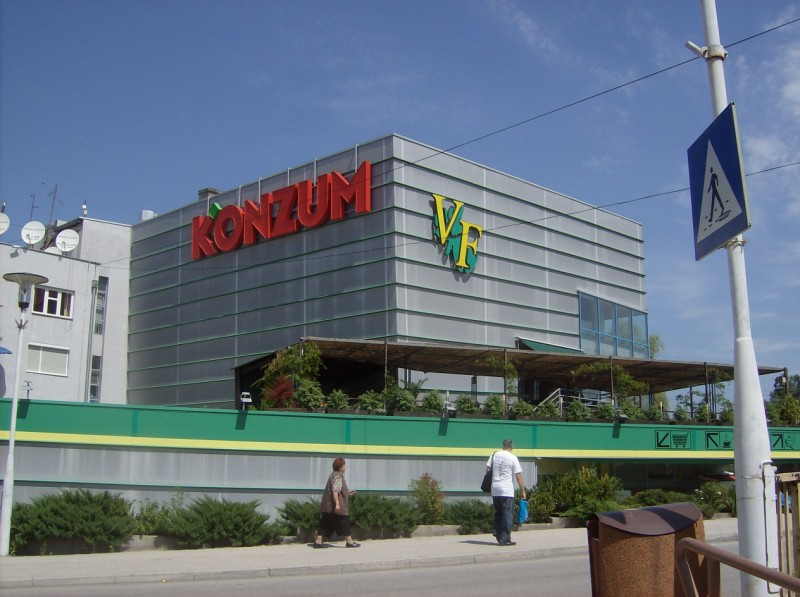
Supermercat Konzum